# Babak Rafati
Babak Rafati (in persiano: بابک رفعتی; Hannover, 28 maggio 1970) è un ex arbitro di calcio tedesco.

## Carriera
Di origini iraniane, dopo il classico iter nelle serie minori tedesche, raggiunge la 2.Bundesliga nel 2000 e la massima divisione nel 2005. Il 1º gennaio 2008 riceve la nomina FIFA.
Il 1º giugno 2008 fa il suo esordio da internazionale in una gara tra nazionali maggiori nella partita amichevole tra Grecia e Armenia, terminata 0-0.
Ha diretto diverse gare di qualificazione agli Europei Under 21 e inoltre turni preliminari della Coppa UEFA, attuale Europa League.
Il 19 novembre 2011 tenta il suicidio tagliandosi le vene nella sua stanza d'albergo: poco dopo avrebbe dovuto dirigere la partita di Bundesliga Colonia-Mainz, che è stata annullata; viene ricoverato in gravi condizioni. Pochi giorni dopo, viene dimesso, non essendo più in pericolo di vita.. Successivamente l'arbitro tedesco, tramite il suo avvocato di fiducia, rende note le ragioni che l'hanno condotto a tale gesto. La pressione a cui sono sottoposti gli arbitri per ogni errore che commettono, unita ad una forma di depressione da cui era già affetto, lo avrebbero indotto a compiere tale gesto estremo.
Il 31 dicembre 2011 la DFB lo ritira dalle liste internazionali, decisione che era comunque già stata presa dai vertici calcistici tedeschi, ancor prima che Rafati tentasse il suicidio.
Successivamente, al termine della stagione, il fischietto tedesco annuncia ufficialmente il suo ritiro definitivo dal campo.
In via eccezionale, il 10 agosto 2014 torna a dirigere una partita: in occasione dell'addio al calcio di Steve Cherundolo viene organizzata un'amichevole tra Hannover e Lazio.